# عزیزالدین نسفی
عبدالعزیز بن محمد نَسَفی (نخشبی)، معروف به عزیزالدین نسفی از عرفای فارسی نویس برجسته سدهٔ هفتم هجری بود. وی قسمت عمده عمر خود را در خوارزم گذرانید و سپس به بخارا عزیمت کرد و سالیان دراز در آن شهر رحل اقامت افکند. در سال ۶۱۷ ه‍.ق در اثر هجوم لشکریان مغول که به ماوراءالنهر رفتند و آن ولایت را خراب کردند؛ در بامداد روز جمعه اول ماه رجب همان سال پیش از رسیدن لشکر مغول به شهر بخارا آن شهر را ترک کرد و به سوی خراسان حرکت نمود. در بحرآباد خراسان بر سر تربت مراد و شیخ خود شیخ سعدالدین حموی اقامت کرد و از آنجا به اصفهان و شیراز روی آورد. از آن مدت هر روز به موضعی و هر شب به جایی سکنی گزید و در هیچ جا قرار نگرفت تا سرانجام به ابرقو (ابرکوه) رسید و در آنجا رحل اقامت افکند. سرانجام در همان شهر بین سالهای ۶۸۰ تا ۶۹۹ هجری زندگی را بدرود گفت و در همان‌جا مدفون گردید. وی منسوب به شهر نخشب (نسف یا قارشی در ازبکستان امروزی) است. مذهب وی تصوف و عرفان بود. نسفی را می‌توان از پیروان تحقیق علمی در مسائل مربوط به عرفان و تصوف دانست.
شیخ عزیزالدین نسفی از مشاهیر محققین و از مریدان شیخ سعدالدین حموی است. با سلطان جلال الدین پسر خوارزمشاه معاصر بوده است. منازل السائرین و مقصد الاقصی و کشف الحقایق و اصول و فروع و اسرار التصوف و خواص الحروف و اسرار القابلیه و اسرار الوحی، سلوک مقامات و لوح محفوظ و عالم صغیر و وحدت وجود و انسان کامل از مصنفات اوست. شیخ سعدالدین حموی فرموده که هر سرّی که من در چهارصد و چهل جلد کتاب پنهان کرده‌ام، عزیز نسفی در کشف الحقایق اظهار کرده است. آثار او برای آشنایی با عرفان نظری مدخل خوبی است چرا که او با آرای حکما و عرفای پیش از خود آشنایی داشته و به زبان فارسی و ساده به نگارش آثارش پرداخته است مقبرهٔ او در شهر ابرکوه قرار دارد.
خواب معروف وی در مسجد جامع ابرکوه و زیارت پیامبر در عالم رؤیا، از نکات جالب توجه در مورد ایشان است

## برخی جملات عرفانی
- هیچ ذره از ذرات عالم نیست که خدای با آن نیست از جهت آن که خیال بی حقیقت، و سایه بی ذات نتواند بود؛ و این سخن تو را جز به مثالی معلوم نشود: بدان که نزدیک حکما هوا هستی است نیست نمای و سراب نیستی است هست نمای. وجود سراب به هواست و ظهورِ هوا به سراب است؛ و هوا حقیقت سراب است و سراب صورت هواست. پس معیّت خدای را با عالم همچنین می‌دان که معیّت هوا با سراب است؛ و اینجا گفته‌اند که العالمُ کلُّهُ خیال فی خیال اَو مَنامُ فی مَنام. این است معنی اَلناسُ نِیامٌ فاذا ماتُوا انتَبَهُوا.[۲]
- بدان که شریعت، گفت انبیاست و طریقت، کرد انبیاست و حقیقت، دید انبیاست. سالک باید که اول از علم شریعت آنچه مالابد است، بیاموزد و یادگیرد و آنگاه از عمل طریقت، آنچه مالابد است به جای آورد تا از انوار حقیقت به قدر سعی و کوشش وی روی نماید.
- یا عزیز! آخرِ کار دانا در معرفت خدا و معرفت عالم حیرت است؛ و هرچه حیرت بیشتر نظاره کردن بیشتر، از جهت آنکه عقل علت حیرت است، و حیرت علت نظاره کردن است. پس آنکه عقل او بیشتر است حیرت او بیشتر است؛ و برای آنکس که حیرتش بیشتر است، نظاره کردن بیشتر خواهد بود. نظاره کردنِ بدون شکایت، مقامی عالی و کاری عظیم است.[۳]
- ای درویش! در ابتدای این مقام از سالکان هرآینه این آواز برآید که لَیسَ فی جُبَتی سوی الله و لیس فی الدارین غیر الله و در وسط این مقام هرآینه این آواز برآید که اَنا الحَق و سبحانی ما اَعظمَ شأنی، و در انتهای این مقام چنان خاموشی و سکوت بر سالک غالب شود که با هیچ‌کس در هیچ وقت سخن نگوید مگر که ضرورت باشد؛ و چنان عجز و نادانی بر سالک غالب شود که به یقین بداند که ذات و صفات خدای را هیچ‌کس و چنان‌که ذات و صفات خدایست ندانست و نخواهد دانست.[۴]

## انسان کامل و سیاست
رسیدن نسفی به ایدهٔ انسان کامل در واقع اساسی‌ترین نتیجهٔ تفکرات وی است. نسفی از آنجا که خصلتی مرتبه‌ای برای معرفت در نظر می‌گیرد، فردی را که توانسته به بالاترین میزان معرفت دست یابد به عنوان انسان کامل معرفی می‌کند. با توجه به واحد بودن منبع معرفت و وجود (خداوند) در نزد نسفی، کسی که در معرفت به مراتب بالا رسیده است، از لحاظ وجودی نیز در مرتبهٔ تکاملِ نسبی قرار می‌گیرد. انسان کامل نسفی در واقع از خصلت مرتبه‌ای بودن معرفت‌شناسی وی استخراج می‌شود. مفهوم کمال و انسان کامل نسفی که محوری‌ترین بحث وی است، به لحاظ سیاسی نیز قابل بررسی است. اهمیت سیاسی مبحث کمال در نظر نسفی در بازگشت سالک کامل از دیدار خداوند متحقق می‌شود. انسان کامل از آنجا که تمامی مراحل معرفت را پشت سر گذاشته است، بیش از هر کسی می‌داند که صلاح مردم در چیست؛ زیرا وی به بالاترین درجه معرفت رسیده است. انسانی که به اوج قله معرفت رسیده است، انسان کامل خوانده می‌شود و خلایق نیازمند هدایت و رهبری انسان کامل و به بیان نسفی «خلیفة الله» هستند. نسفی خود را به کنج عزت و خمول نمی‌کشاند. بر خلاف برخی محققین که نسفی را مخالف سیاست و فردی زاویه‌نشین دانسته‌اند، نسفی آنگه که معنای سلوک را بیان می‌کند، معتقد است پادشاه هم می‌تواند اهل سلوک باشد و در عین ریاست بر امور دنیوی، سلوک معنوی نیز داشته باشد:
«سلوک طلب است و سالک شاید که در خانقاه باشد و شاید که در کلیسا بود و شاید که در پادشاهی بر تخت باشد، پس هر که طالب است، سالک است.» در نظر نسفی میان سیاست و سلوک منافاتی وجود ندارد، چه سیاست اساساً حق فردی است که به نهایت سلوک رسیده است.

## نظریه تکامل
نوشتهٔ زیر در کتاب کشف الحقایق آمده است ولی بیانگر تأیید ایشان نیست زیرا خود او در کتاب این نظریه را صرفاً مطرح می‌کند.. اگر چه انتخاب طبیعی را ندارد اما جنبه‌هایی از تکامل و تطور (فرگشت) موجودات در آن بیان شده:
... آنگاه از عناصر و طبایع عروج می‌کنند و به نبات می‌آیند، و اول صورتی که از صورت نبات پیدا می‌کنند، صورت «طحلب (خزه)» است و این طحلب گیاهی سبز است که در آب‌ها پیدا می‌آید. و به مراتب برمی‌آید و صورت نباتات و اشجار پیدا می‌کنند تا به حدی که شجر به حیوان نزدیک شود و همچون درخت خرما، و چندین هزار سال دیگر در این مرحله می‌باشند … و اول صورتی که صورت جانوران پیدا می‌کنند، صورت خراطین است و این خراطین کرمی سرخ و دراز و باریک است که در گل و زمین آبناک بود، و به مراتب بر می‌آیند و صورت جانوران به تدریج پیدا می‌کنند، تا به حدی که حیوان غیرناطق به حیوان ناطق نزدیک می‌شود، همچون … بوزینه و نسناس. و چندین هزار سال دیگر در این مرتبه می‌باشند … آنگاه از حیوان به انسان می‌آیند و اول صورتی که از صورت انسان پیدا می‌کنند، صورت زنگیان است…

## آثار
برخی از آثار او عبارتند از:
- کشف الحقایق
- الانسان الکامل (مجموعه رسائل)
- مقصد الاقصی
- زبده الحقایق
- بیان التنزیل
- منازل السائرین
- اصول و فروع
- آغاز و انجام
- اسرار التصوف و خواص الحروف
- اسرار القابلیه
- اسرار الوحی
- سلوک مقامات
- لوح محفوظ و عالم صغیر
- وحدت وجود